# Omelniwka (stacja kolejowa)
Omelniwka (ukr. Омелянівка) – stacja kolejowa w miejscowości Horszczyk, w rejonie korosteńskim, w obwodzie żytomierskim, na Ukrainie. Położona jest na linii Kalinkowicze – Szepetówka.
Stacja istniała w okresie międzywojennym. Nosiła wówczas nazwę Zmiljanówka

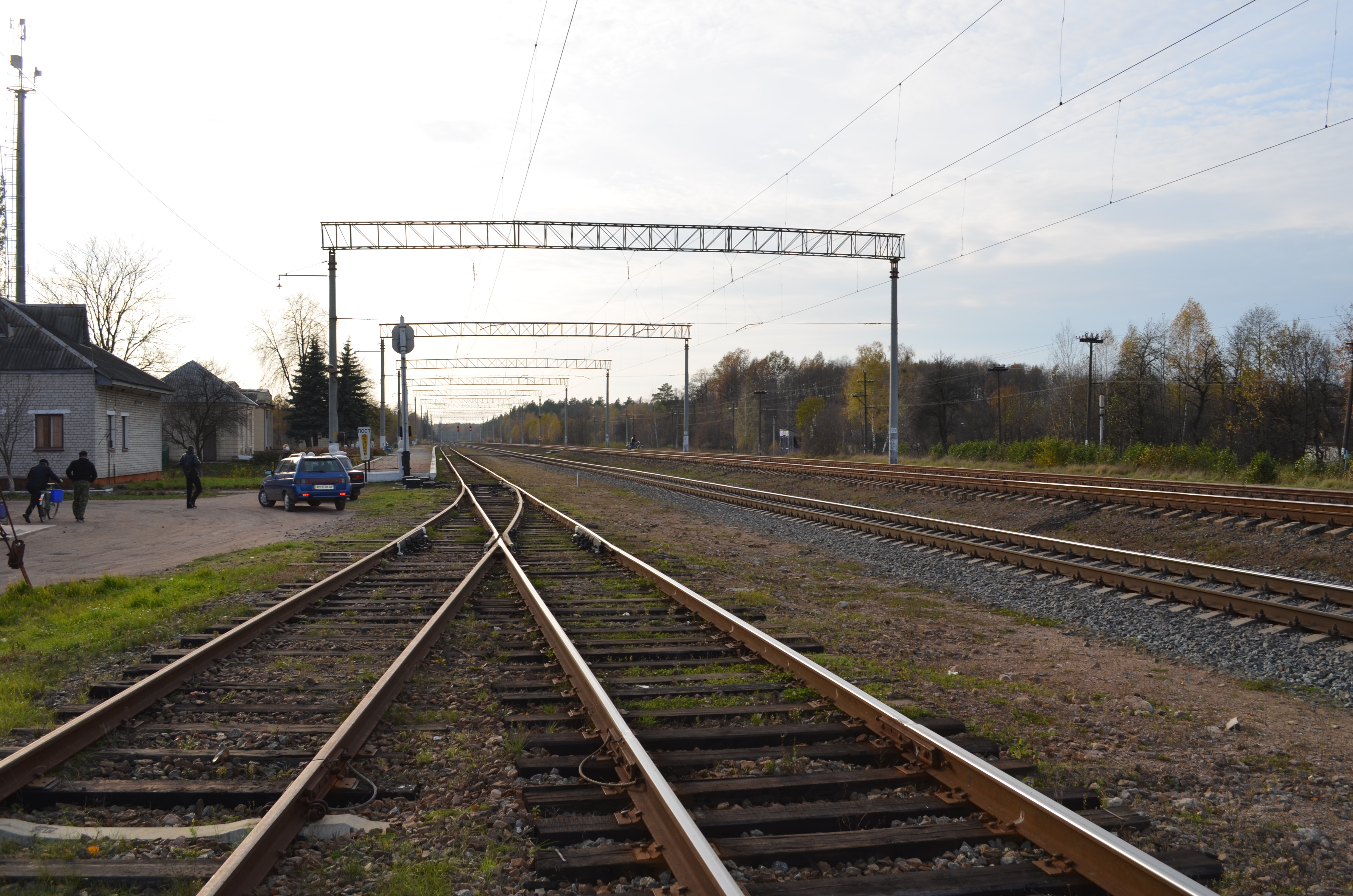
widok w stronę Zwiahela